# 毘沙門堂

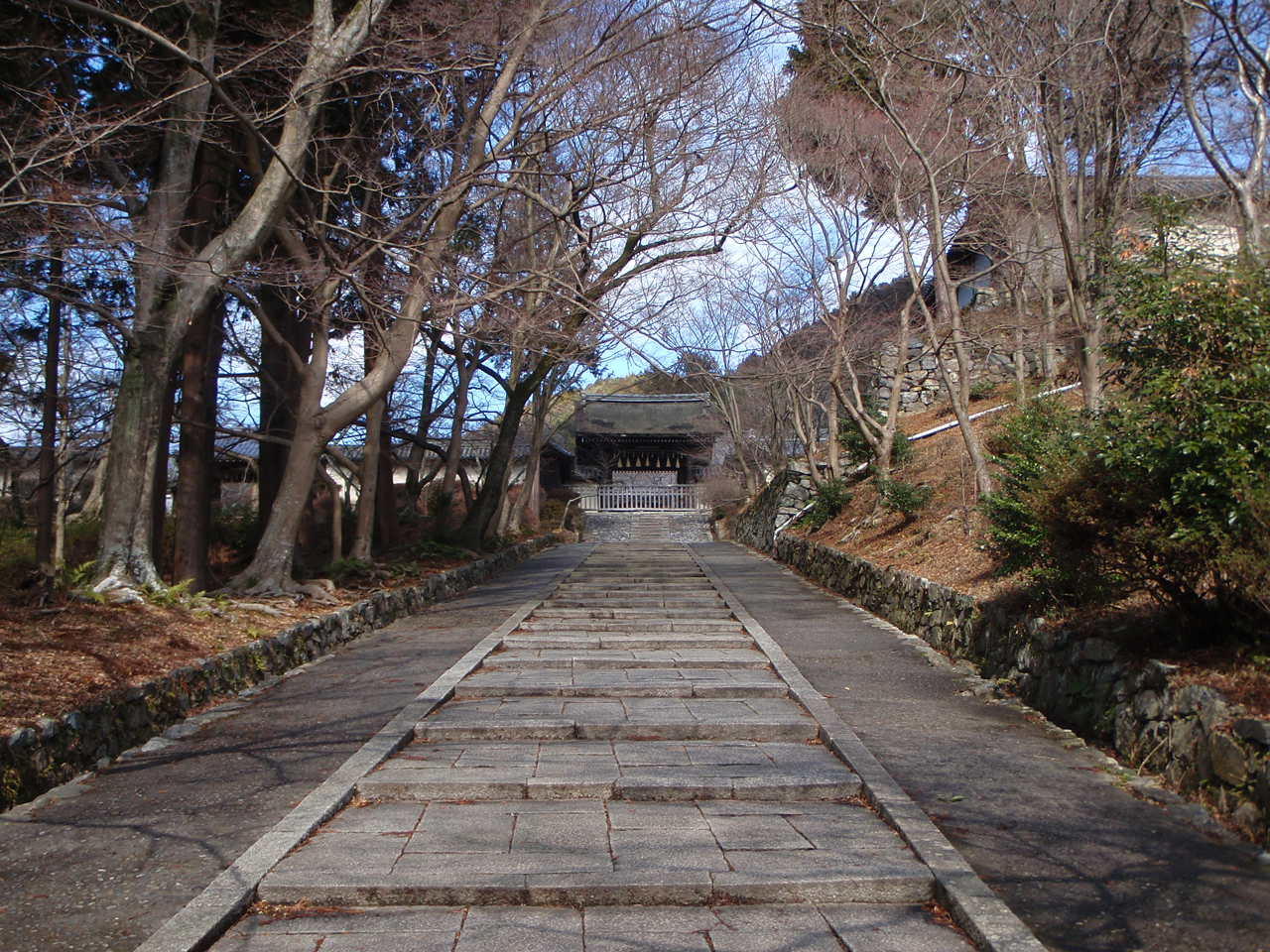
参道

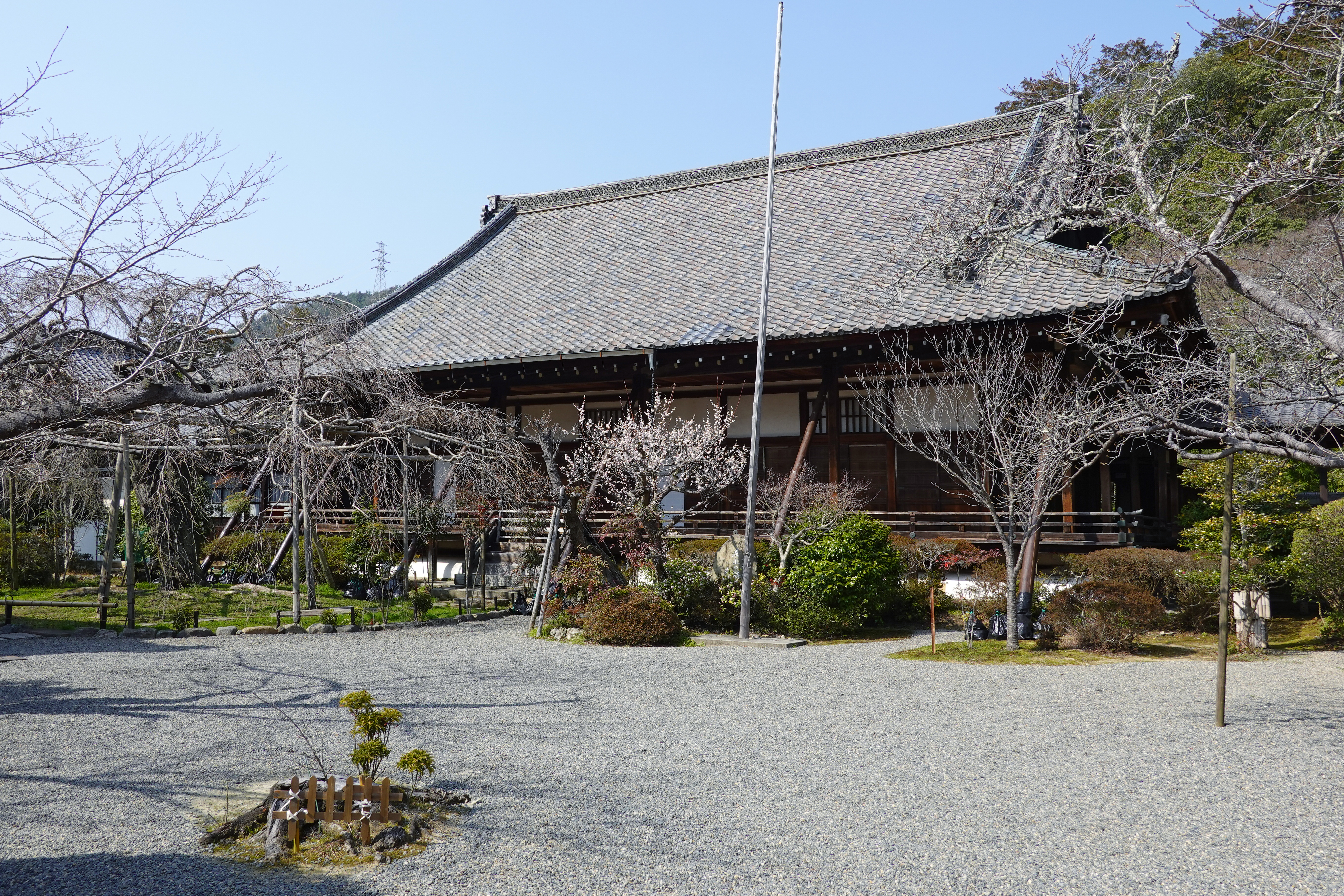
宸殿

毘沙門堂（びしゃもんどう）は、京都市山科区にある天台宗の寺院。山号は護法山。本尊は毘沙門天。正式名は護法山安国院出雲寺。天台宗京都五門跡の一つであり、山科毘沙門堂、毘沙門堂門跡とも呼ばれる。

## 歴史

### 統合前の歴史（1195年以前）
寺伝によれば、毘沙門堂の前身の出雲寺は文武天皇の勅願により、大宝3年（703年）に行基が開いたという。
平親範置文（『洞院部類記』）という史料によると、建久6年（1195年）、平親範は平等寺、尊重寺、護法寺という平家ゆかりの3つの寺院を統合し、出雲路に五間堂3棟を建てたという（「五間堂」とは間口の柱間が5つある仏堂の意）。こうしてできた寺は出雲寺の寺籍を継ぎ、建久6年（1195年）に塔ノ垣にあった旧出雲寺の地に護法山出雲寺として再興され、最澄（伝教大師）自刻の毘沙門天像を本尊とした。なお、比叡山延暦寺の根本中堂に倣い、西に平等寺、東に尊重寺、中心に護法寺を据える配置としている。

#### 出雲寺
前身寺院である出雲寺は、京都市上京区にある相国寺の北、上御霊神社の付近にあったと推定される。付近からは奈良時代前期にさかのぼる古瓦が出土しており、行基の開基であるかどうかは別としても、この付近に平安京遷都以前にさかのぼる寺院があったことがわかる。また、一帯には現在も「出雲路」の地名が残されている。この出雲寺は平安時代末期には荒廃していたことが『今昔物語集』の記述などから伺われる。また、中世には出雲寺は桜の名所として知られ、藤原定家の日記『明月記』や、『沙石集』（無住道暁編）にも言及されている。

#### 平等寺
置文によれば、平等寺は桓武天皇の皇子で桓武平氏の祖である葛原親王（786年 - 853年）の創建で、太秦（京都市右京区）に所在。

#### 尊重寺
尊重寺は平親信（945年 - 1017年）の創建で、五辻（京都市上京区）に所在。

#### 護法寺
護法寺は平親範の父・平範家が伏見（京都市伏見区）に創建したもので、応保元年（1161年）北石蔵（京都市左京区岩倉）に移転するが、長寛元年（1163年）に焼失し、最澄自作と伝える毘沙門天の本尊だけが大原（京都市左京区大原）の来迎院に移されていたという。

### 統合後の歴史（1195年以降）
室町時代の応仁元年（1467年）、応仁の乱によって焼失するが、文明元年（1469年）には再建される。しかし、元亀2年（1571年）再び焼失した。
江戸時代初頭の慶長年間（1596年 - 1615年）に至り、天台宗の僧で徳川家康の側近であった天海によって復興が開始された。江戸幕府は山科の安祥寺（9世紀創建の真言宗寺院）の寺領の一部を出雲寺に与え、現在地に移転・復興される。天海没後はその弟子の公海が引き継ぎ、寛文5年（1665年）に完成した。また、毘沙門天を祀ることから出雲寺は毘沙門堂と呼ばれるようになった。
後西天皇皇子の公弁法親王（1669年 - 1716年）は当寺で受戒し、晩年には毘沙門堂に隠棲しているが、その際には父である後西天皇の死後に御所から勅使門、霊殿、宸殿を拝領し毘沙門堂に移築している。
以後、門跡寺院（皇族・貴族が住持を務める格式の高い寺院の称）となり、天台宗京都五門跡の一つ「毘沙門堂門跡」と称されるようになった。寺領は1,700石である。

## 境内
- 本殿（京都市指定有形文化財） - 寛文6年（1666年）に建立された。 向唐破風造の門や堂の周囲の透塀など京都の仏堂建築ではあまり見られない。本尊・毘沙門天像（秘仏）を安置している。
- 唐門（京都市指定有形文化財）
- 霊殿 - 永禄6年（1563年）に御所の御霊屋として建立された。元禄年間（1688年 - 1704年）に移築。
- 宸殿（京都市指定有形文化財） - 元禄6年（1693年）に御所より移築。狩野益信筆の障壁画がある。
- 玄関（京都市指定有形文化財）
- 台処
- 庫裏
- 庭園「晩翠園」 - 江戸時代初期の池泉回遊式庭園。
- 観音堂
- 般若桜 - シダレザクラ[4]。
- 薬医門
- 勅使門（京都市指定有形文化財） - 元禄6年（1693年）に御所より移築。
- 鐘楼（京都市指定有形文化財）
- 経蔵
- 高台弁財天 - 豊臣秀吉の母大政所が大坂城内に建立したものを、大坂夏の陣後に北政所が高台寺に移した弁財天。公弁法親王により毘沙門堂に遷座された。
- 山王社
- 仁王門（京都市指定有形文化財） - 仁王像は寛文5年（1665年）造。
- あか水 - 名水。天台密教の仏事に使う。飲料科（許可制）。
- 護法山神
- 双林院 - 塔頭。大聖歓喜天を祀る。
- 龍華院 - 塔頭。

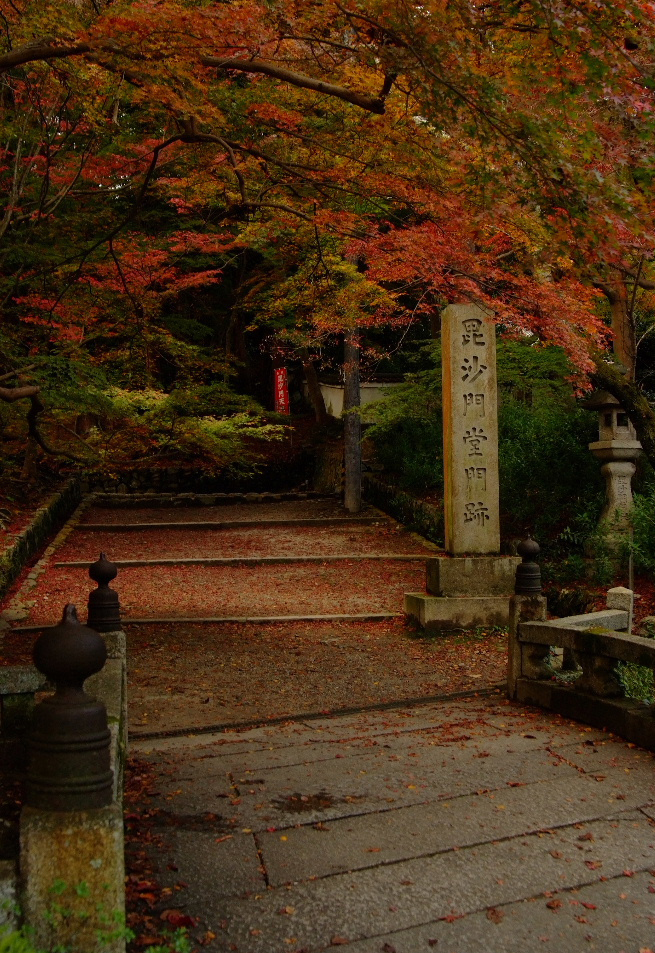
入口
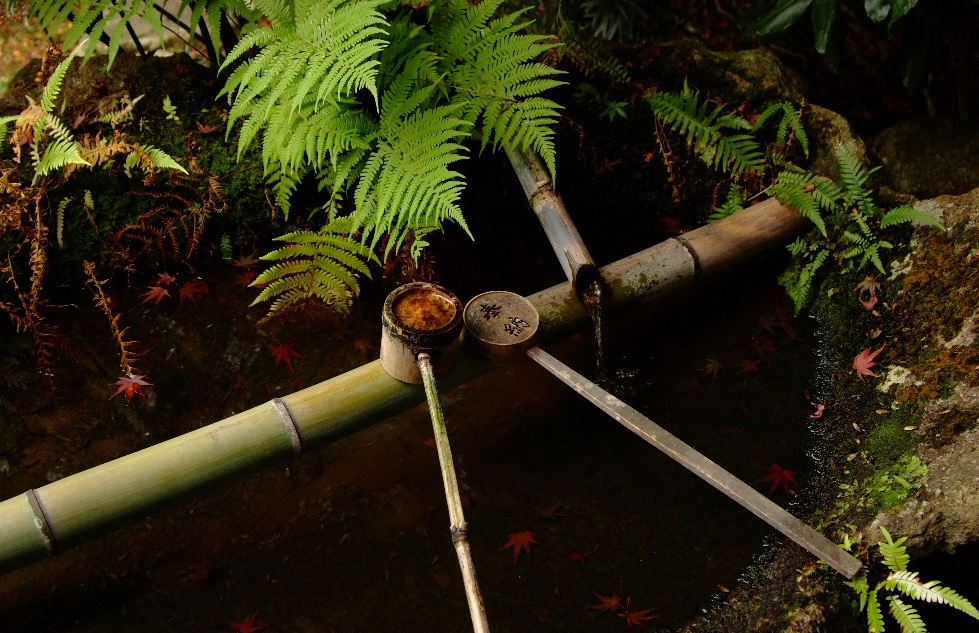
手水鉢
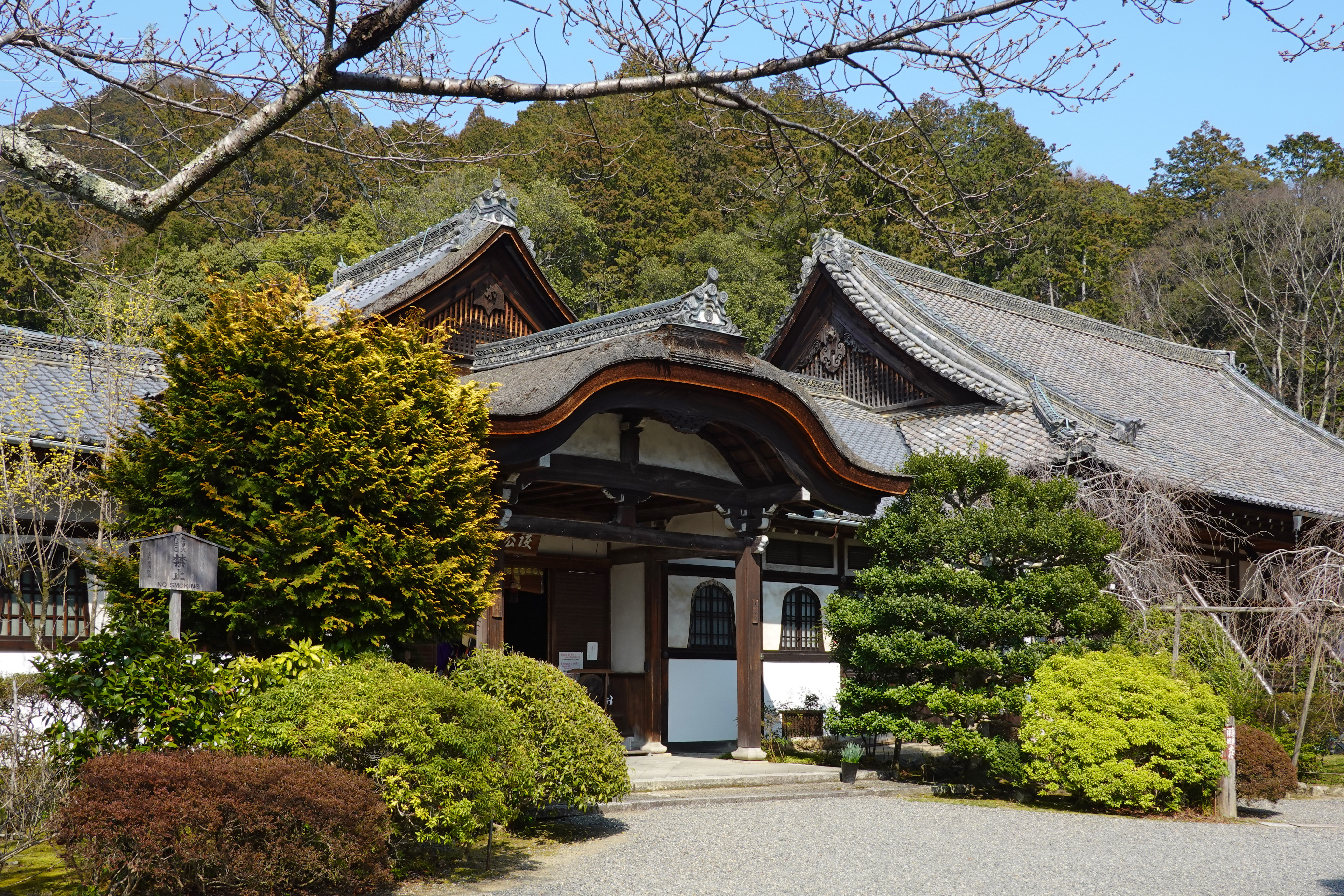
玄関
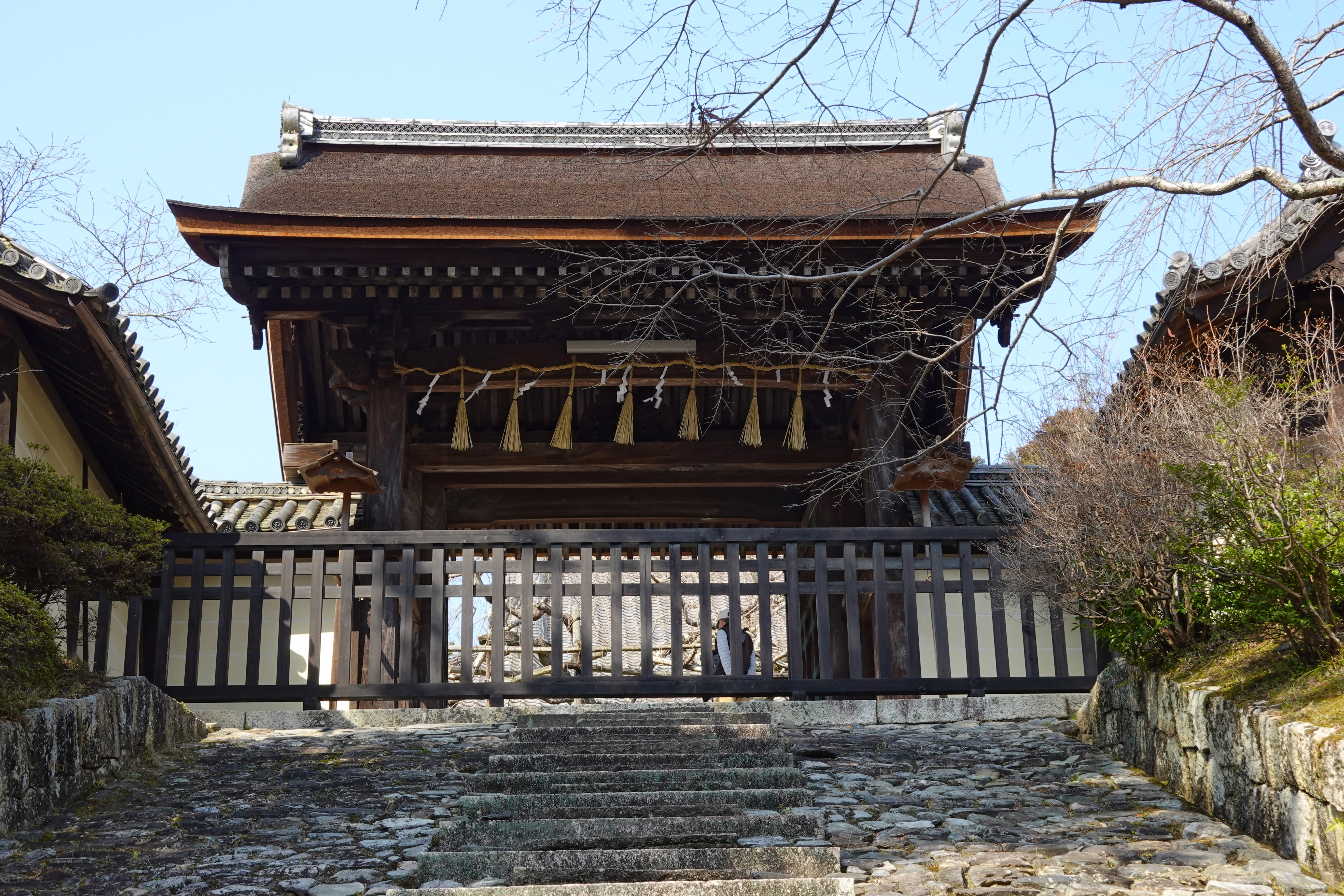
勅使門
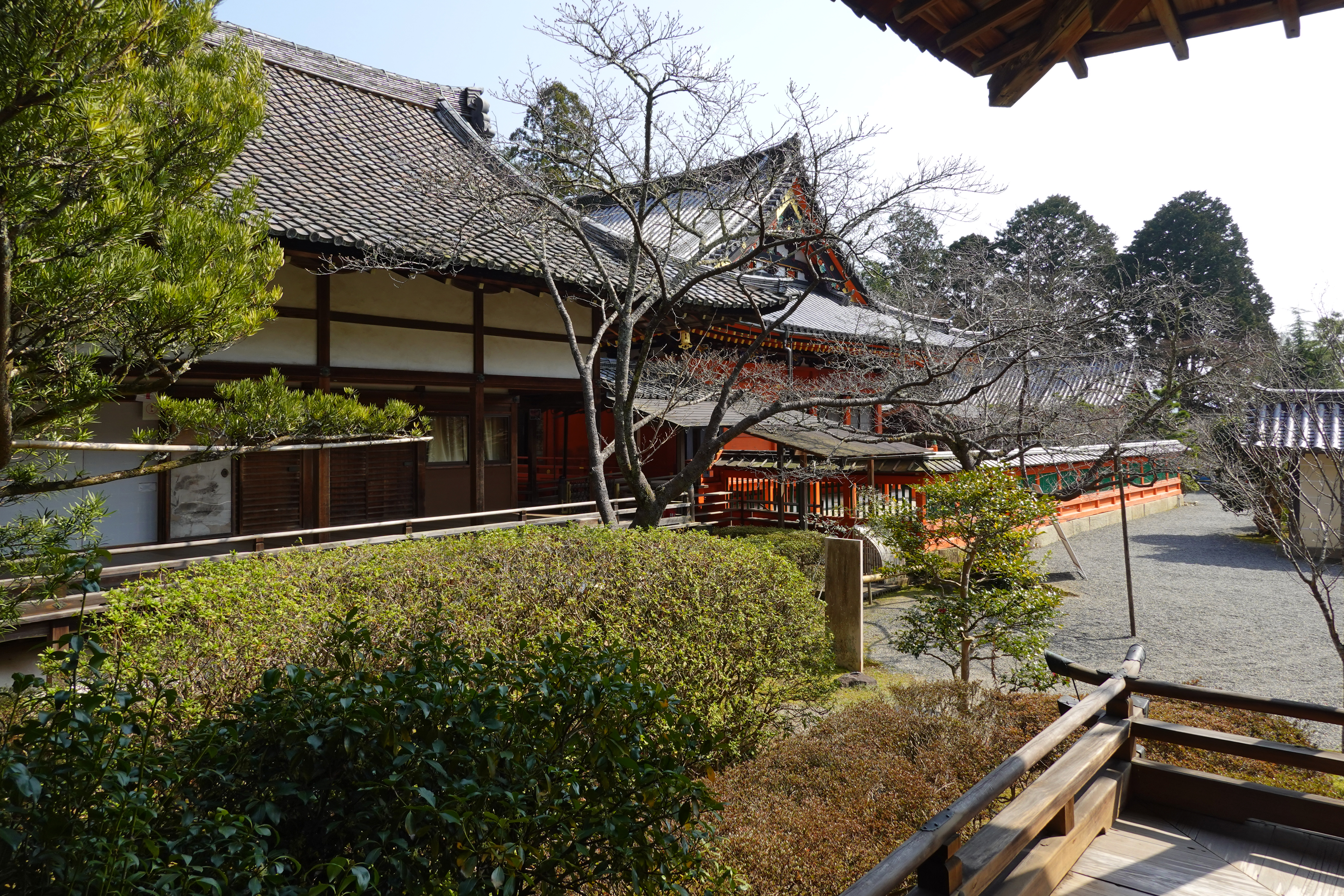
霊殿
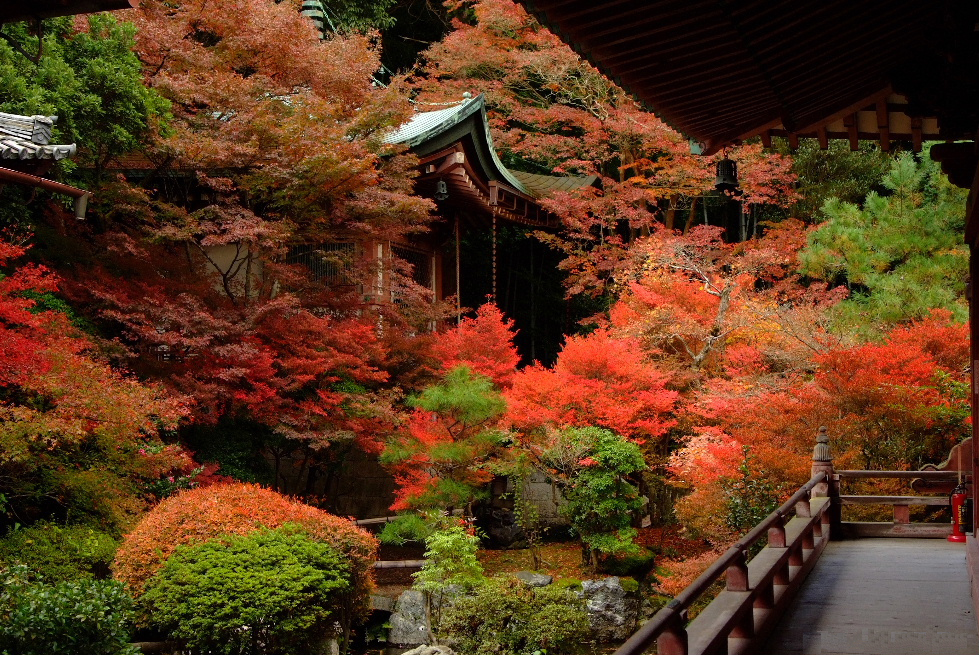
庭園
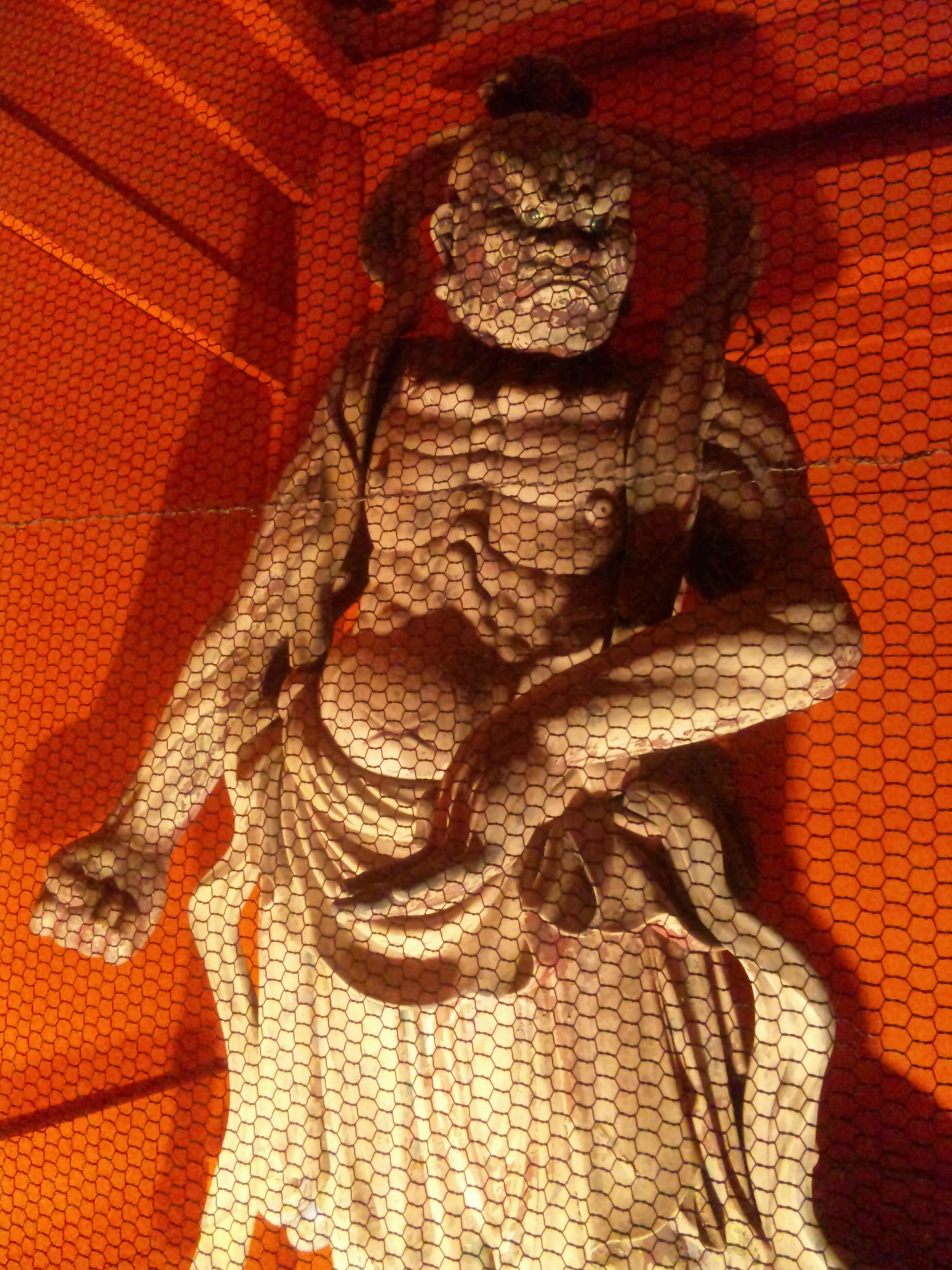
吽形像
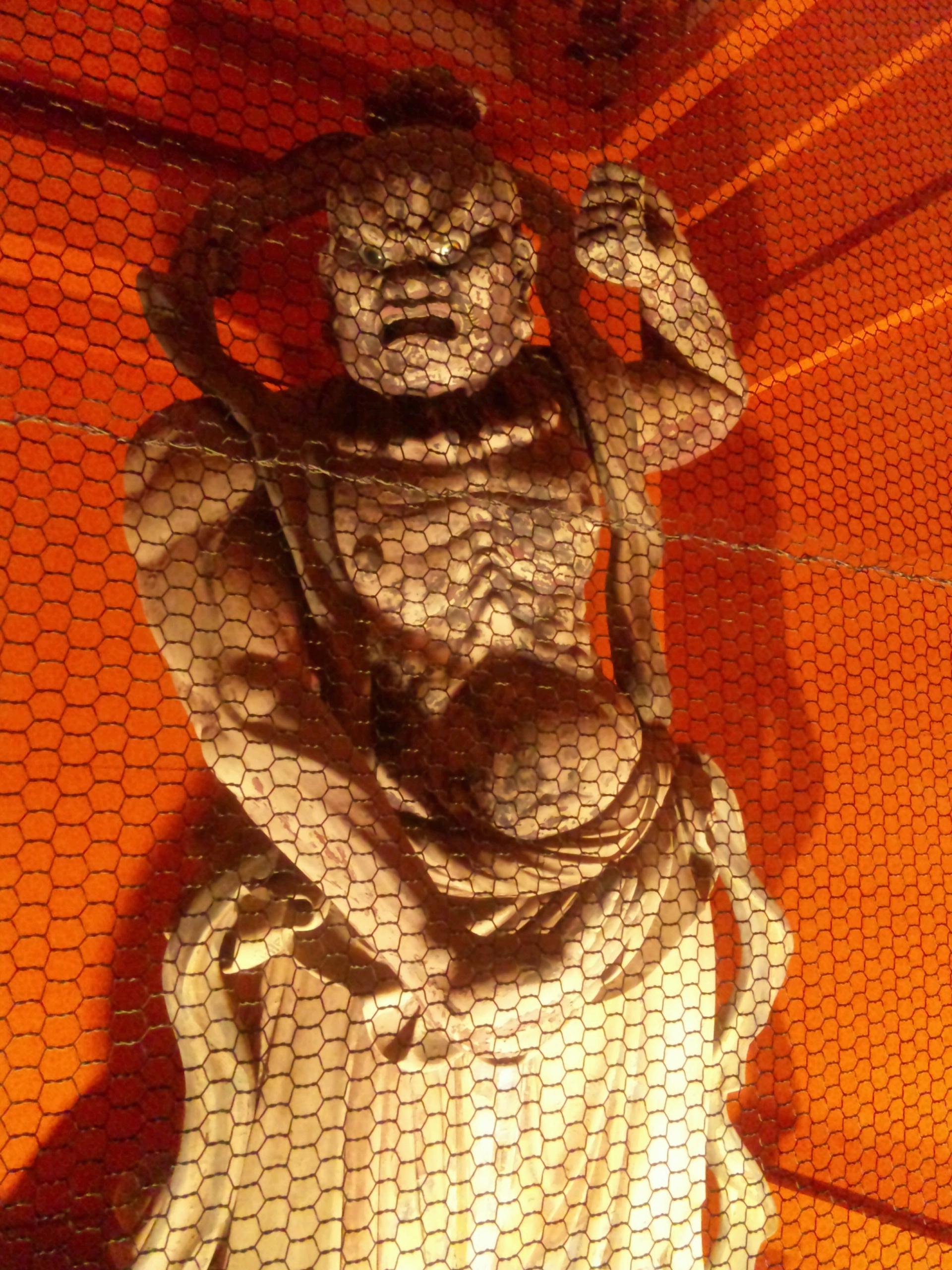
阿形像

## 文化財

### 重要文化財
- 紙本墨書洞院公定日記[5]
- 注大般涅槃経 巻第十四[5]
- 篆隷文体[5]

上記の他、大阪府・和泉市久保惣記念美術館所蔵の国宝・青磁鳳凰耳花生（せいじほうおうみみはないけ）はもと毘沙門堂にあったものである。

### 京都市指定有形文化財
- 毘沙門堂 10棟（建造物） - 1985年（昭和60年）6月1日に霊殿以外の指定、2022年（令和4年）3月31日に霊殿を追加指定[6]。
  - 本堂
  - 唐門
  - 仁王門
  - 鐘楼
  - 宸殿
  - 使者の間
  - 玄関
  - 霊殿
  - 勅使門
  - 薬医門

## 年中行事
- 1月1 - 3日修正会護摩、
- 1月初寅、参詣人で賑わう[7]。
- 2月3日節分会
- 4月観桜会
- 8月16日盂蘭盆会
- 8月24日地蔵盆会
- 10月13日放生会
- 11月23日千燈会、紅葉祭り
- 12月31日大晦日除夜の鐘

## 前後の札所
神仏霊場巡拝の道
126 醍醐寺　-　127 毘沙門堂　-　128 浄瑠璃寺

## 交通アクセス
以下の鉄道駅から北へ、徒歩約15-20分。
- 山科駅 - 西日本旅客鉄道（JR西日本）琵琶湖線（東海道本線）・湖西線、京都市営地下鉄東西線
- 京阪山科駅 - 京阪京津線